# Narodowy Uniwersytet Uzbekistanu
Narodowy Uniwersytet Uzbekistanu im. Mirzy Uług Bega (uzb. Mirzo Ulugʻbek nomidagi Oʻzbekiston Milliy Universiteti) – najstarsza szkoła wyższa Uzbekistanu oraz pierwszy uniwersytet radziecki w Azji Środkowej. Siedziba uczelni znajduje się w Taszkencie.

## Historia
W okresie radzieckim uniwersytet nosił nazwę Taszkiencki Uniwersytet Państwowy, w latach 1923–1960 nazywał się Środkowoazjatycki Uniwersytet Państwowy, a do roku 1923 – Narodowy Uniwersytet Turkiestański. Uniwersytet nazwano na cześć Uług Bega. Od chwili otwarcia uniwersytetu ukazuje się w nim gazeta „Uniwersytet Narodowy” w językach uzbeckim i rosyjskim.

## Wykładowcy
- Władysław Massalski
- Jewgienij Poliwanow